# Human Nature (Michael Jackson)
Human Nature is een nummer uit 1983 van het album Thriller van Michael Jackson. Het is geschreven door Steve Porcaro van de groep Toto en John Bettis in 1981. Het nummer gaat over een man die zich afvraagt of hij wordt behandeld als individu, of als deel van de gemeenschap. Het grootste deel van het ritme wordt gespeeld door leden van Toto.

## Achtergrondinformatie
In 1983 behaalde Human Nature in Nederland de veertiende plaats in de top 40. In Nederland werd het hiermee de minst succesvolle single van zijn album Thriller. Ondanks dat er geen videoclip was gemaakt voor het nummer, blijft het voor fans van Michael Jackson toch een hit door de zachte aard van de muziek en de uitstekende tekst.
Michael Jackson noemde Human Nature in zijn boek Moonwalk “muziek met vleugels”. Hij zegt ook dat toen mensen hem vroegen over de tekst, hij antwoordde dat “mensen vaak denken dat songteksten een speciale persoonlijke betekenis hebben… wat vaak niet waar is. Het belangrijkste is dat je mensen moet bereiken, ze raken. Soms wordt dit gedaan door de melodie, soms door de tekst.” Michael en de producer Quincy Jones vonden allebei dat Human Nature de mooiste melodie heeft die ze ooit hebben gehoord.

## Gebruik
Human Nature werd ten gehore gebracht tijdens de Victory Tour in 1984, de Bad World Tour in 1987-1988, de Dangerous World Tour in 1992-1993, en tijdens het Royal Brunei concert in 1996. Jackson repeteerde het nummer ook voor zijn concertreeks This Is It, die er nooit kwam door zijn plotselinge dood op 25 juni 2009.
Ook werd het nummer gebruikt als deel van de montage van zijn grootste hits voor de film Moonwalker in 1988. Omdat er nooit een videoclip was gemaakt werd er materiaal gebruikt van Michael Jackson, wandelend over straat.
In 2018 nam Toto, de band die het nummer componeerde, Human Nature op in zijn ‘40 Trips Around the Sun’-tour.

## NPO Radio 2 Top 2000
| Nummer met noteringen in de NPO Radio 2 Top 2000 | '09 | '10 | '11  | '12  | '13 | '14  | '15 | '16 | '17  | '18 | '19  | '20  | '21  | '22  | '23  | '24  |
| ------------------------------------------------ | --- | --- | ---- | ---- | --- | ---- | --- | --- | ---- | --- | ---- | ---- | ---- | ---- | ---- | ---- |
| Human Nature                                     | 525 | -   | 1072 | 1040 | 971 | 1092 | 692 | 977 | 1007 | 773 | 1269 | 1194 | 1259 | 1334 | 1507 | 1583 |

1. ↑  Een '-' betekent dat het nummer niet was genoteerd en een vetgedrukt getal geeft de hoogste notering aan.
2. ↑  2009 was het eerste jaar met een notering voor dit nummer.